# Elektrokrajina Banja Luka
Elektrokrajina Banja Luka (code BLSE : EKBL-R-A) est une entreprise bosnienne du secteur énergétique qui a son siège social à Banja Luka, la capitale de la république serbe de Bosnie. Elle figure parmi les entreprises entrant dans la composition du BIRS, l'indice principal de la Bourse de Banja Luka.

## Histoire
Sous son nom actuel, Elektrokrajina Banja Luka a été créée en 1992 mais son existence, sous d'autres noms et avec d'autres statut, remonte au moins à 1947. À cette époque, elle faisait partie de la société Elektrobih, dont le siège était à Sarajevo. En avril 1947, le gouvernement de Bosnie-Herzégovine donna son autonomie à la succursale de Banja Luka, qui prit le nom de Električno preduzeće-Banja Luka ; ses unités de productions étaient situées à Delibašino Selo et à Lauš et elle fournissait en énergie électrique la région de Banja Luka et au-delà. En 1992, après la guerre de Bosnie-Herzégovine, la compagnie publique Elektroprivreda Republike Srpske (ERS) fut créée sous forme de holding, avec son siège à Banja Luka. À cette occasion Elektrokrajina fut transformée en société par actions, sous le contrôle de la société publique ERS.

## Activités
Elektrokrajina ad Banja Luka distribue principalement de l'énergie électrique. En outre, elle est impliquée dans la conception, la construction et la maintenance de centrales électriques.

## Données boursières
Le 12 mars 2010, l'action de Elektrokrajina Banja Luka valait 0,46 BAM (marks convertibles), soit 0,23 EUR.